# Surykatka
Surykatka (Suricata) – rodzaj drapieżnych ssaków z podrodziny Mungosinae w obrębie rodziny mangustowatych (Herpestidae).

## Zasięg występowania
Rodzaj obejmuje jeden żyjący współcześnie gatunek występujący tylko w Afryce.

## Morfologia
Długość ciała (bez ogona) 24,5–29 cm, długość ogona 20,5–24 cm; masa ciała 620–969 g. 

## Systematyka
Rodzaj zdefiniował w 1804 roku francuski zoolog Anselme Gaëtan Desmarest w rozdziale dotyczącym ssaków w dwudziestym czwartym tomie słownika historii naturalnej. Na gatunek typowy Desmarest wyznaczył (oznaczenie monotypowe) Suricata capensis Desmarest, 1804 (= Viverra suricatta von Schreber, 1776) (surykatka szara).

### Etymologia
- Suricata (Surikata, Surricata): rodzime, południowoafrykańskie nazwy suricat, suricate lub surikate dla surykatki[13].
- Ryzaena (Rizaena, Rysaena, Rhyzaena): gr. ῥυζεω rhuzeō ‘warczeć’[14]. Gatunek typowy: Illiger wymienił dwa gatunki – Viverra tetradactyla Pallas, 1777 (= Viverra suricatta von Schreber, 1776) i Mus zenik Scopoli, 1786 (= Viverra suricatta von Schreber, 1776) – z których typem nomenklatorycznym jest Viverra tetradactyla Pallas, 1777 (= Viverra suricatta von Schreber, 1776).

### Podział systematyczny
Do rodzaju należy jeden występujący współcześnie gatunek:
- Suricata suricatta (Schreber, 1776) – surykatka szara

Opisano również gatunek wymarły z plejstocenu dzisiejszej Południowej Afryki:
- Suricata major Hendey, 1974